# Senecaville
Senecaville é uma vila localizada no estado norte-americano de Ohio, no Condado de Guernsey.

## Demografia
Segundo o censo norte-americano de 2000, a sua população era de 453 habitantes.
Em 2006, foi estimada uma população de 449, um decréscimo de 4 (-0.9%).

## Geografia
De acordo com o United States Census Bureau tem uma área de 1,3 km², dos quais 1,3 km² cobertos por terra e 0,0 km² cobertos por água. Senecaville localiza-se a aproximadamente 250 m acima do nível do mar.

## Localidades na vizinhança
O diagrama seguinte representa as localidades num raio de 12 km ao redor de Senecaville.